# Sosnowiec Południowy
Sosnowiec Południowy – węzłowa stacja kolejowa w sosnowieckiej dzielnicy Śródmieście, w województwie śląskim (małopolska część województwa), w Polsce; znajduje się między ul. Teatralną a ul. Naftową, usytuowana jest na kilometrze 82,732 linii kolejowej nr 62, między stacjami Sosnowiec Dańdówka i Sosnowiec Główny. Stacja obsługuje regionalne i dalekobieżne pasażerskie połączenia kolejowe oraz pociągi towarowe.

## Ruch pasażerski
Sosnowiec Południowy to niewielka i dosyć mocno zaniedbana stacja węzłowa przeznaczona do ruchu osobowego i towarowego. Jednotorowy szlak prowadzący od Sosnowca Dańdówki rozgałęzia się tutaj w dwa pojedyncze, które biegną do stacji Sosnowiec Główny oraz Katowice Szopienice Południowe. Pierwszym torem, z wyjątkiem doraźnych przejazdów, nie kursują planowo żadne pociągi, a na drugim odbywa się regularny ruch  pociągów osobowych relacji Katowice − Olkusz − Kielce Główne. Przewozy pasażerskie na linii realizuje spółka Polregio S.A.. Do dyspozycji pasażerów na stacji znajduje się kładka, która umożliwia dostęp do peronu z zadaszonymi siedziskami. Poczekalnia dworca kolejowego przy ulicy Kościelnej 60 została zamknięta, a kasa biletowa zlikwidowana w lipcu 2009 r.. 
| Rok  | Wymiana pasażerska na dobę |
| ---- | -------------------------- |
| 2017 | 50-99                      |
| 2018 | 50-99                      |
| 2019 | 50-99                      |
| 2020 | 50-99                      |
| 2021 | 100-149                    |
| 2022 | 100-149                    |
| 2023 | 150-199                    |

## Historia
Stacja kolejowa Sosnowiec Południowy powstała w 1887 r. dla doprowadzonej do wsi Stary Sosnowiec  odnogi Drogi Żelaznej Iwanogrodzko-Dąbrowskiej. Do 1914 r. była stacją czołową kolei o rozstawie szyn 1520 mm, której towarzyszyła bocznica kolejowa odchodząca od normalnotorowej linii biegnącej pomiędzy stacjami Sosnowiec Warszawski w Cesarstwie Rosyjskim a Szopienicami w Królestwie Prus. W czasie I wojny światowej w 1914 r., kiedy do Sosnowca wkroczyły wojska austriackie, władze okupacyjne rozpoczęły prace nad zmianą prześwitu szyn do 1435 mm, budując jednocześnie tor od stacji Sosnowiec Południowy w kierunku Katowic (łącznica 662). Zbudowano wtedy też krótki łącznik odchodzący do sąsiedniej linii kolejowej prowadzącej przez centrum Sosnowca do stacji głównej (1425 mm). W 1924 r. powstało połączenie ze stacją Sosnowiec Główny (wówczas Warszawski), które stanowi odcinek dzisiejszej linii kolejowej nr 62. W 1967 r. nastąpiła elektryfikacja obu przebiegających przez stację linii kolejowych. 

## Infrastruktura
Stacja posiada 5 torów głównych i 5 torów bocznych, z czego użytkowane są dwa zasadnicze znajdujące się przy peronie wyspowym i jeden dodatkowy. Długość peronu wynosi 301 m, a jego wysokość liczona ponad główkę szyny 50 cm. Od strony stacji Sosnowiec Dańdówka odchodzi bocznica kolejowa prowadząca do terminalu kontenerowego Laude Smart Intermodal S.A.. Ruch pociągów prowadzony jest przez dwie nastawnie ("SPł" i "SPł1"), które posiadają urządzenia mechaniczne scentralizowane z sygnalizacją świetlną. Z nastawni dysponujących  obsługiwane są rogatki na dwóch przejazdach kolejowo-drogowych przy ulicy Dęblińskiej i Naftowej. Rogatka  przy ulicy Ostrogórskiej jest uruchamiana z posterunku dróżnika przejazdowego.
W latach 2015–2017 przeprowadzono remont i modernizację przebiegającej nad rejonem stacji kładki dla pieszych, dzięki czemu zyskała windy osobowe dla osób niepełnosprawnych. W 2022 r. zarządca linii kolejowych spółka PKP Polskie Linie Kolejowe wymieniła tor dodatkowy nr 4 wraz z rozjazdami. 

## Połączenia
- Katowice
- Kielce
- Kozłów
- Sędziszów
- Jędrzejów
- Dąbrowa Górnicza Strzemieszyce
- Bukowno
- Olkusz